# Florian Denos

a Compétitions nationales et continentales officielles uniquement.

Dernière mise à jour le 4 août 2019.
Florian Denos, né le 20 mai 1985 au Mans (Sarthe), est un joueur de rugby à XV français qui évolue au poste d'arrière depuis 2012 au sein de l'effectif du SU Agen en Top 14 (1,83 m pour 85 kg).
En 2014, il est nommé capitaine de l'US Oyonnax, succédant à Joe El Abd, nouvel entraîneur des avants du club.

## Palmarès
- Stade Toulousain : 
  - vainqueur du challenge Gaudermen en 2001
  - Champion de France Crabos en 2004
  - Champion de France espoir en 2003
- US Oyonnax : 
  - Champion de France de Pro D2 : 2013
  - Meilleur marqueur d'essais lors du Championnat de France de rugby à XV de 2e division 2012-2013.
- Équipe de France A : 
  - 2009 : 3 sélections à la Coupe des nations
- Équipe de France -21 ans : 
  - 2006 : champion du monde en France (5 sélections, 2 essais)
  - 2005 : participation au championnat du monde en Argentine (4 sélections, 2 essais)
- Équipe de France -19 ans : finaliste du championnat du monde 2004 en Afrique du Sud (5 sélections, 2 essais)
- Équipe de France -18 ans : 4 sélections contre le Pays de Galles, l'Écosse, l'Irlande et l'Angleterre